# Monarcha erythrostictus
Monarca-de-bougainville ou monarca-da-bougainville (Monarcha erythrostictus) é uma espécie de ave da família Monarchidae.
Pode ser encontrada nos seguintes países: Papua-Nova Guiné e Ilhas Salomão.
Os seus habitats naturais são: florestas subtropicais ou tropicais húmidas de baixa altitude e regiões subtropicais ou tropicais húmidas de alta altitude.